# Heckler & Koch Mark 23
Heckler & Koch Mark 23 (також відомий як Heckler & Koch MK 23, MK 23 MOD 0, Mark 23, і USSOCOM MARK 23) — самозарядний пістолет виробництва компанії Heckler & Koch.

## Історія
В 1989 році Командування спеціальних операцій США (USSOCOM) розпочало програму «Наступальна ручна зброя» (Offensive Handgun Weapon System (OHWS)), метою якої був вибір нового пістолета, оскільки після прийняття на озброєння пістолета Beretta 92 в 1985 році бійці спецпідрозділів армії США були незадоволені слабкою потужністю набою 9х19 мм. Новий пістолет повинен був стати не допоміжним засобом самооборони, а повноцінною основною зброєю, і виводити противника з ладу одним влучанням. Таким чином, боєприпасом для нового пістолета став .45 ACP в новому варіанті спорядження — куля масою 185 гран (11.47 грама) і посилений заряд пороху.  Серед інших вимог до зброї була необхідність забезпечити стійкість до занурення в морську воду, оскільки пістолет повинен був застосовуватися бойовими плавцями з Navy SEALs.
У 1991 році свої прототипи надали два виробника — Colt і Heckler & Koch. Після першої фази, в якій кожен з них був зобов'язаний випустити серію з 30 пістолетів, а також глушники і ЛЦВ до них, «Кольт» вибув зі змагання. До другого туру вийшов тільки «Геклер і Кох», якому доручили випустити ще 30 пістолетів. В 1995 році програма завершилася і німці отримали контракт на виготовлення пістолета, який отримав позначення Mk23 Mod 0 SOCOM. Постачання пістолетів розпочалось в 1996 році, а згодом  Heckler & Koch почав продавати їх на цивільному ринку. 

## Конструкція
Mk 23 був створений на базі пістолета USP. Автоматика працює за рахунок короткого ходу ствола. Ударно-спусковий механізм подвійної дії. Полімерну рамку, в порівнянні з USP, збільшили в розмірах, а спускова скоба стала досить великою, щоб вести вогонь в товстих рукавичках. На передній частині рамки встановлена планка для кріплення модуля ЛЦВ. Кожух-затвор являє собою єдину деталь, виготовлену зі сталі. Покриття деталей захищає пістолет від негативних ефектів занурення в солону воду протягом 96 годин. Ствол пістолета виробляється методом холодного кування, має полігональні нарізи, внутрішнє хромування і різьбу для кріплення глушника На випробуваннях пістолет продемонстрував купчастість 2.5 кутові мінути на дальності 27 метрів. Приціл повністю регульований і оснащений тритієвими вставками, які світяться в темряві. Мушка і приціл встановлені трохи вище звичайного, щоб забезпечити зручність прицілювання з глушником.
У першій фазі випробувань використовувався глушник власної конструкції Heckler & Koch. Пізніше його замінили на зразок виробництва фірми Knight's Armament Company. Виготовлений з нержавіючої сталі, цей глушник діаметром 3.5 см витримує 1500 пострілів без додаткового обслуговування, знижує звук пострілу на 36 децибел, і ефективно гасить дульний спалах.
Модуль ЛЦВ, розроблений фірмою Insight Industries, включав в себе 3 компоненти: лазер, який працює у видимому спектрі, інфрачервоний лазер для використання з приладами нічного бачення, і тактичний галогенний ліхтар. Все це дозволяло бійцеві точно вражати цілі в умовах недостатнього освітлення. Маса модуля становить близько 140 грам, він живиться від двох трьохвольтових батарейок.

## Характеристика
|                       | Mk 23   | USP Compact Tactical | HK 45   |
| --------------------- | ------- | -------------------- | ------- |
| Набій                 | .45 ACP | .45 ACP              | .45 ACP |
| Маса, кг              | 1.47    | 0.8                  | 0.77    |
| Довжина пістолета, мм | 245     | 173                  | 204     |
| Довжина ствола, мм    | 149     | 96                   | 113     |
| Висота, мм            | 150     | 144                  | 127     |
| Ширина, мм            | 38.8    | 35                   | 39      |
| Місткість магазина    | 12      | 8                    | 10      |

На випробуваннях Mk 23 продемонстрував високу надійність. В середньому пістолет виконував близько 6000 пострілів до відмови, а в кращому випадку — понад 15 000. Це значно перевершувала пред'явлені вимоги, за якими до відмови зброя мала здійснити не менше 2000 пострілів.
Існують також магазини місткістю 10, 17, 20 і 24 набої.

## Країни-експлуатанти
- Індонезія — використовують тактична підводна група KOPASKA і спецгрупа Kopassus.
- Канада — стоїть на озброєнні поліції Піл.
- Малайзія — використовують контртерористичних груп Pasukan Gerakan Khas (поліція) і PASKAL (ВМС).
- Польща — стоїть на озброєнні спецпідрозділу GROM.
- Сінгапур — використовують спецпідрозділи ВМС.
- США

## Mark 23 в масовій культур

### Кінематограф
Згідно даних сайту Internet Movie Firearms Database, пістолет використовується в 16 фільмах і 8 серіалах.

### Відеоігри
- Metal Gear — використовує Солід Снейк.
- Killing Floor